# Der Dritte Weltkrieg: Hauptschauplatz Deutschland
Der Dritte Weltkrieg: Hauptschauplatz Deutschland (Originaltitel: The Third World War: August 1985) ist ein Roman des ehemaligen britischen Generals John Winthrop Hackett Junior aus dem Jahr 1978. In dem im Stil eines Geschichtsbuches geschriebenen Werk beschreibt Hackett eine fiktive militärische Auseinandersetzung zwischen den Streitkräften der NATO und des Warschauer Paktes, bei dem es auch zu einem begrenzten Einsatz von Atomwaffen kommt.

## Inhalt
Im Jahr 1985 hat die Sowjetunion mit zwei großen Problemen zu kämpfen: Zum einen steht das Land wirtschaftlich sehr schlecht da und zum anderen verlieren die Russen zunehmend die Kontrolle über ihre Paktstaaten. Daher beschließt das Politbüro der UdSSR, eine großangelegte Invasion auf Europa zu starten. Zunächst scheint die russische Offensive ein Erfolg zu werden, doch den Streitkräften der NATO ist der Warschauer Pakt auf die Dauer nicht gewachsen. Nach langen und verlustreichen Kämpfen gelingt es der NATO, den sowjetischen Vormarsch zu stoppen. Um der Welt zu beweisen, dass die UdSSR immer noch ein ernstzunehmender Gegner ist, zerstören die Russen die englische Stadt Birmingham durch eine Atomrakete. Im Gegenzug feuern ein amerikanisches und ein britisches U-Boot je zwei Atomraketen auf die sowjetische Stadt Minsk ab. Dies führt zu einem politischen Umbruch in der Sowjetunion und endet schließlich in deren Auflösung.
Vier Jahre später folgte das Buch The Third World War: The Untold Story, das einige aktuelle Entwicklungen der späten 1970er Jahre aufgreift und integriert.

### Kapitel
1. Morgendämmerung im August: die ersten Angriffe
2. Die Welt im Jahr 1984
3. Konfliktherde: Mittlerer Osten und Afrika
4. Der Westen wird aufmerksam
5. Unruhe in Polen
6. Kein Friede zu Weihnachten
7. Gipfeltreffen und Nachwirkungen
8. Heidelberg, 27. Juli 1985
9. Der Überfall auf Jugoslawien
10. Sowjetische Planung
11. Auf des Messers Schneide
12. Die NATO-Streitkräfte
13. Die Streitkräfte des Warschauer Paktes
14. Das Spiel kann beginnen
15. Die Mittelfront – Der Sturm bricht los
16. Die Lage zur See
17. Die Schlacht im Atlantik
18. Der Krieg im erdnahen Weltraum
19. Die Luftverteidigung Großbritanniens und über dem Ostatlantik
20. Der Luftkrieg über dem Mittelabschnitt
21. Die Mitte hält
22. Daheim und der Krieg in einer Fernsehgesellschaft
23. Lebenswichtige Randgebiete Europas: Der Mittlere Osten, Afrika und Asien
24. Moskau entscheidet sich für Atomkrieg
25. Die Zerstörung Birminghams
26. Eine vernichtende Antwort
27. Gedanken über einen Krieg
28. Die Zukunft beginnt

#### Kapitel Morgendämmerung im August: die ersten Angriffe
„.Schwarzes Pferd Eins Null, Schwarzes Pferd Eins Null, hier Schaufel Sechs. Bestätigen Beobachtung von Charlie Eins wie folgt: großer Panzerverband hat innerdeutsche Grenze Null Drei Null Fünf Zulu in etwa Brigadestärke überschritten. Besteht aus Papa Tango (PT) 76, Bravo Tango Romeo (BTR) 62 und Tango (T) 72. Informieren Sie Schwarzes Pferd Sechs, daß Schaufel den Kampf aufnimmt.“

Das erste Kapitel beschreibt die Situation einer Panzerabwehrkompanie des 11. Panzer-Kavallerie-Regiments, die den Kern der Deckungstruppen des V. US-Korps auf Höhe 402 bei Wildech bildet. Die Ereignisse beginnen in den frühen Morgenstunden des 4. August 1985. Die drei Züge der PzAbwKp beobachten aus getarnten Stellen an der Autobahn nach Bad Hersfeld, die Annäherung eines sowjetischen Panzerverbandes und erhalten unmittelbar danach den Feuerbefehl, den sie mit Shillelagh-Raketen, die von ihren Sheridan-Panzern aus bedient werden, ausführen. In das entstehende Feuergefecht greifen auch Cobra-Kampfhubschrauber des 11. ACR mit ein. Aufgrund der drückenden Übermacht muss sich die Panzerabwehrkompanie jedoch vom Feind lösen und sich auf die nächste Verzögerungslinie (VZL) zurückfallen lassen. Zeitgleich hat auch das 8th Royal Tank Regiment (8 RTR), den Deckungstruppen des I. BR-Korps unterstellt, nach Durchgabe des Codewortes BRAVO für den Bezug der scharfen GDP-Stellungen, Feindberührung mit T-72 Kampfpanzern. Des Weiteren wird ein Luftkampf zwischen F-15, Tornados und Mig-Jagdflugzeugen geschildert, der bei der zweiten Angriffswelle eines Kampfgeschwaders auf WAPA-Flugplätze entbrennt. Acht Maschinen starten im Tiefflug einen Angriff auf den NVA-Fliegerhorst Zerbst. Aufgrund des Fluges in niedriger Höhe und der hohen Geschwindigkeit, haben MiG-Jäger keine Möglichkeit, ihre Waffen zur Wirkung zu bringen. In einer anderen Szene sichert die 146. Luftabwehr-Batterie der Royal Artillery den Gefechtsstand des I. BR-Korps in der Nähe des Dorfes Nieder Einbecken mit Rapier-Flugabwehrraketen. Auch eine Kampfgruppe der Irish Guards, eine Batterie schwerer M-107 175mm-Feldgeschütze und eine Panzerkompanie mit Leopard-2-KPz versuchen sich gegen die Invasion aus dem Osten zu stemmen. Von der kämpfenden Truppe wird der erste Kriegstag, vor allem aufgrund der ungewohnten Härte des neuen Kriegsalltags und der hohen Verluste, als Alptraum empfunden, und wegen der übermenschlichen Belastung in einem modernen Gefecht machen sich schnell Furcht und Panik breit.

#### Kapitel: Die Mittelfront – Der Sturm bricht los
Den Kern des Buches bildet das zentrale Kapitel „Die Mittelfront – Der Sturm bricht los“. Hackett lässt die Bodenoffensive des WAPA (Warschauer Pakt) am Sonntag, den 4. August 1985 um 04:00 MEZ beginnen. Die Feindseligkeiten starten mit Angriffen auf US-amerikanische Kommunikationsverbindungen und Aufklärungssatelliten, die auf Seiten der NATO zu einem plötzlichen Ausfall der Überwachung führen. Elektronische und Radar-Störungen des WAPA hingegen sind wenig wirksam, da sich die ELOKA der NATO als technisch überlegen erweist.
Flankiert werden diese Störmaßnahmen mit massiven Luftschlägen und Raketenangriffen mit HE-Geschossen sowie C-Kampfstoffgranaten auf taktische Ziele wie Fliegerhorste, NATO-Befehlsstände, Versorgungsräume, sowie auf HAWK- und NIKE-Flugabwehrraketenstellungen, um die gegnerische Luftverteidigung auszuschalten. C-Angriffe finden nur punktuell und an bestimmten Frontabschnitten statt. Der Gefechtsstreifen des US-Korps in Süddeutschland wird dabei bewusst ausgeklammert, da der WAPA von den Amerikanern eine mögliche Gegenreaktion, ebenfalls in Form von C-Kampfstoffen befürchtet. NORTHAG verfügt nicht über diese Möglichkeit, so dass in ihrem Abschnitt verstärkt, mit BM-21 Raketenwerfern, mit konventionellen Gefechtsköpfen bestückte FROG-Raketen, von Rohrartillerie verschossene oder durch Erdkampfflugzeuge mit Sprühtanks ausgebrachte, C-Kampfstoffe zur Anwendung kommen. Militärflugplätze werden dabei hauptsächlich mit Gelbkreuz, G- und V-Kampfstoffen bekämpft, wobei dadurch die Arbeiten des Bodenpersonals stark erschwert werden, da sämtliche Aktivitäten nur mit ABC-Vollschutz ausgeführt werden können. Auch die Leistungsfähigkeit der Infanterie nimmt unter diesen Bedingungen um bis zu 60 % ab. Während flüchtige C-Waffen nicht die gewünschte Wirkung zeigen, erweisen sich sesshafte Kampfstoffe als äußerst effektiv, da sie praktisch nicht entfernt werden können und lange Zeit in der kontaminierten Zone wirken.
Zeitgleich verüben im Hinterland Deutschlands subversive Einsatzgruppen (überwiegend von Spezialtruppen wie SpezNas-Kommandos) eine Reihe von Anschlägen auf militärische und zivile Einrichtungen, um die Infrastruktur des Landes zu schwächen. Die Sabotageangriffe erzielen jedoch nicht die gewünschte Wirkung, da sie zu 75 % vereitelt werden. Ein taktisch bedeutsamer Schlag auf das Hauptquartier der Northern Army Group (NORTHAG) scheitert.
Die eigentlichen Landoperationen am Tag 1 (D1) finden zunächst schwerpunktmäßig im Mittelabschnitt der NATO-Verteidigungslinie statt. Der geplante Überraschungsangriff des WAPA kommt nicht zum Tragen, da sämtliche NATO-Streitkräfte in ihren vorgeschobenen Stellungen bereits rechtzeitig alarmiert worden sind. Die Stellungen ihrer Heereseinheiten sind aufgelockert und weit auseinandergezogen, so dass sie kein lohnendes Atomziel bieten. Eine Stunde nach Angriffsbeginn erzielen vier starke WAPA-Panzerkeile die ersten Einbrüche. Die Einbrüche werden durch schnell geöffnete Lücken in der Grenzverteidigung von Vorausgruppen in Regimentsstärke und einer nachfolgenden Panzerdivision geführt. Die 1. Staffel der Hauptstöße besteht aus T-72 Panzerregimentern auf einer, je nach Geländebeschaffenheit, Breite von zwei bis acht Kilometern. Hinter den Kampfpanzern folgen BMP-Schützenpanzer mit dem Auftrag, schwerpunktmäßig die NATO-Panzerabwehr niederzuhalten und auszuschalten. In der dritten Gefechtsordnung folgt dann Motorisierte Infanterie (meist ein Panzer- und drei Mot-Schützenregimenter), um in Masse den erzielten Durchbruchsabschnitt zu verbreitern.
SHAPE hat im Vorfeld, zu Beginn der Feindseligkeiten, mit einem starken Druck auf den gesamten Verteidigungsabschnitt gerechnet. Und erst im zweiten Schritt mit einer Schwerpunktbildung an definierten Durchbruchsabschnitten, sowie mit Scheinangriffen und aufklärenden Vorstößen, um Möglichkeiten für ein tiefes Durchdringen der NATO-Verteidigung aufzuspüren. Die Wucht des Angriffs an mehreren Durchbruchsstellen überrascht die NATO-Kommandostellen. Das Hauptaugenmerk liegt jetzt darin, möglichst frühzeitig zu erkennen, wo der WAPA seine Hauptangriffsachsen, beispielsweise der 3. Stoßarmee oder der 8. Gardearmee, herausbildet, um dort rechtzeitig Gegenmaßnahmen einleiten zu können.
Die taktische Luftwaffe und die Luftverteidigung der NATO reagiert schnell auf den Vormarsch des WAPA und der COMAAFCE (Comander Allied Air Forces Central Europe – Befehlshaber Alliierte Luftstreitkräfte Europa-Mitte) befiehlt Counter-Air Einsätze von F-15 Kampfflugzeugen, zumindest zeitweise, die Luftüberlegenheit zu erringen. Die entstehenden Gefechte sind von hoher Intensität. Um hartnäckigen Widerstand niederzukämpfen, setzt der WAPA bei der Luftnahunterstützung seiner Bodentruppen auch Napalm ein. Während Kampfpanzer das betroffene Gebiet meist zügig durchfahren können, kommt es bei NATO-Radfahrzeugen zu hohen Ausfällen. Dabei erleidet der WAPA ebenfalls eine hohe Ausfallquote an Jagdbombern, die einen weiteren verlustreichen Einsatz nicht mehr rechtfertigen. Auf Seiten der NATO stehen F-111 Aadvark, Buccaneers und Tornados bereit, die vom Einsatzkontingent der konventionellen Luftkriegsführung zurückgehalten werden, um gegebenenfalls taktische Atomwaffen einsetzen zu können.
Sowjetischen Luftlandetruppen gelingt es am Nachmittag des D1 einen Luftlandekopf bei Bremen zu gewinnen und eine US-Brigade am Flughafen Bremen zu zerschlagen. Weiter südlich durchbrechen drei Divisionen der 2. Gardepanzerarmee die schwache Verteidigungslinie des I. NL-Korps und stoßen weiter vor, um Verbindung mit dem Luftlandekopf Bremen aufzunehmen. Eine weitere Division der 2. Gardepanzerarmee, sowie zwei polnische Divisionen drehen in nördliche Richtung, nach Schleswig-Holstein, mit Ziel auf Kiel, ein. Diesem Verband sind für besondere Aufgaben die 6. Polnische Luftlandivision sowie Spezial- und Marinetruppen aus Neuruppin und dem Luftsturmregiment 40 „Willy Sänger“ eingegliedert. Truppen des WAPA gelingt es, das Hamburg und Schleswig-Holstein verteidigende Korps LANDJUT, durch einen Vorstoß südlich der Elbe zu isolieren. Der Hamburger Senat bittet SHAPE, Hamburg zur „offenen Stadt“ zu erklären, was nach Druck der Bundesregierung stattgegeben wird. Wenig später dringen NVA und die polnische Armee erfolgreich in Dänemark ein.
Starke Flüchtlingsbewegungen aus dem dünn besiedelten Norddeutschland behindern Truppenbewegungen und -aufmärsche auf beiden Seiten. Erdkampfflugzeuge des WAPA beschießen gezielt Flüchtlingskonvois mit Bordwaffen und Splitterbomben, um die Hauptverkehrswege für den eigenen Panzervormarsch rücksichtslos freizukämpfen. Dabei werden zerstörte Fahrzeuge auf der Fahrbahn von eigenen Pionierpanzern zur Seite geschoben, um einen möglichst schnellen Vormarsch für eigene Panzerkolonnen zu gewährleisten.
Im Abschnitt von NORTHAG bewegen sich zwei Panzerdivisionen und drei weitere der 3. Stoßarmee auf Hannover zu. Auf der gleichen Achse folgt die 20. Gardearmee als 2. Staffel.
Bei CENTAG marschieren zwei Panzerdivisionen auf Frankfurt, nur 100 Kilometer von der Demarkationslinie der innerdeutschen Grenze entfernt, zu, werden aber im schwierigen Gelände des Fulda Gaps von den Bergketten Rhön und Vogelsberg aufgehalten. In Bayern bedroht ein Gefechtsverband, vermutlich die 1. Gardepanzerarmee, Nürnberg. Das III. DE-Korps von CENTAG gerät zunehmend unter Druck und wird von der Offensive des WAPA von Fulda nach Hanau über das Kinzigtal gebunden. Geländeengpässe erweisen sich jedoch zunächst noch als wirksames Hindernis für einen weiteren Vormarsch des Feindes. Außerdem verhindert das bedeckte, stark bewaldete und hügelige Gelände einen blitzschnellen Vorstoß, so dass dadurch etwas Zeit gewonnen werden kann. In Gefechten um Hünfeld und Schlitz verliert der Feind wertvolle Zeit und erleidet empfindliche Verluste. Trotz einstündigem Artilleriesperrfeuer gerät ein WAPA-Regiment aus 100 T-72 Panzern in ein gut organisiertes Netz der NATO-Panzerabwehr und kann wirksam bekämpft werden. Die Verluste der NATO-Deckungstruppen haben jedoch im Vergleich zum Gegner eine Relation von 1:5 erreicht und sie müssen 15 bis 20 km zurückweichen. Die Übermacht des Gegners ist erdrückend. Teilweise muss sich eine NATO-Brigade gegen vier sowjetische Panzerregimenter gleichzeitig erwehren, die sich in ihre Flanke gebohrt haben.
Nach Einsetzen der Dunkelheit ergibt sich am D1 für die NATO ein fatales Lagebild. In allen Frontabschnitten wurden eigene Deckungstruppen, bis auf Verbände östlich von Frankfurt, zwischen Alsfeld und Bamberg, zurückgedrängt, wenn nicht sogar vernichtet. Massierten Panzerverbänden, in Verbindung mit Luftunterstützung ist es gelungen, an mehrfachen Stellen, mindestens in Regimentsstärke, durchzubrechen oder starke NATO-Abwehrstellungen weiträumig zu umgehen. Weitere Luftlandungen des WAPA erzwingen mehrere Brückenköpfe an der Weser, um den vorstoßenden Panzerkeilen eine rasche Gewässerüberquerung zu ermöglichen. Der Widerstand des I. NL- und des I. BR-Korps ist noch stark, jedoch nicht gut genug aufeinander abgestimmt, um größere Abwehrerfolge zu verzeichnen. In der Norddeutschen Tiefebene müssen sich das I. DE-Korps und das I. BR-Korps neu formieren und aus einer Umklammerung befreien, um sich der Hauptbedrohung nördlich von Hannover zu stellen. Das Gelände in der Lüneburger Heide und seine starke Zersiedelung bietet die Möglichkeit für eine verzögernde Panzerabwehr. Britische Einheiten entwickeln die sogenannte „Schwamm-Taktik“ (engl. sponge tactics), wobei einzelne Dörfer in ein Netz aus kleinen Panzerabwehrverbänden eingebunden werden. Hierbei setzen britische und deutsche Infanteriezüge bzw. Jagdkommandos MILAN-PALR mit sich überlappenden Wirkungsbereichen in einem Radius von etwa zwei Kilometern ein und bekämpfen jeweils ab dem dritten Fahrzeug eines WAPA-Gefechtsverbandes. Unternimmt der Feind Gegenmaßnahmen, weicht der Panzervernichtungstrupp unverzüglich auf vorerkundeten Wegen in das benachbarte Dorf aus. Somit kann die Wucht des zahlenmäßig überlegenen Panzerangriffs zunächst abgeschwächt werden.
Am 5. August 1985 können die Bodengewinne des Feind bei Alsfeld vorerst zum Stillstand gebracht werden. Das V. US-Korps hat im Verlauf einen Frontverlauf von Alsfeld bis nach Schlüchtern zu verteidigen und das VII. US-Korps muss sich gegen einen Großangriff entlang der Angriffsachse Meiningen – Schweinfurt erwehren. Im Abschnitt des II. DE-Korps kommt es zu schweren Nachhutgefechten bei Nürnberg. Im Bayerischen Wald konnten die dortigen Deckungstruppen nicht genug Zeit gewinnen, um das Übersetzen des WAPA über die Donau zu verhindern und damit bedroht die 1. Gardepanzerarmee unmittelbar München. Die Offensivstreitkräfte des WAPA sind aufgrund starker Artillerieunterstützung und lokaler Luftüberlegenheit (einer örtlichen Konzentration von Waffensystemen und Feuerkraft) an mindestens sechs Stellen dazu in der Lage, tiefe Durchbrüche zu erzwingen, die durch sofortige Gegenangriffe von der NATO nicht mehr abgeriegelt werden können. Auch mit massierten Artilleriefeuer auf die Einbruchstelle können aufgrund der Angriffswucht des Feindes und dessen vollkommener Gleichgültigkeit gegenüber Menschen- und Materialverlusten kaum Abwehrerfolge erzielt werden. So setzt die 3. Stoßarmee beispielsweise 30 Artilleriebatterien und 800 Panzer in einem einzigen Durchbruchsabschnitt ein.
Auf beiden Seiten steigt die Lernkurve. Praktische Einsatzerfahrungen auf dem Schlachtfeld zeigen die Schwächen der Angriffstaktik des WAPA auf. Ihr Schützenpanzer BMP erweist sich gegenüber einer konzentrierten Panzerabwehr (v. a. PALR) als außerordentlich verwundbar und die Verluste der Sowjets an diesem Panzertyp sind bereits am ersten Kriegstag enorm hoch. Für die Heeresführung des WAPA stellt sich daher die zentrale Frage, ob sie ihre Mot-Schützenverbände auf- oder besser abgesessen einsetzen sollten. Abgesessene Infanterieangriffe haben den Zweck, die Schützen des Gegners, welche Artillerie- und Luftschläge in ihren Stellungen überlebt haben, zu werfen. Als großer Nachteil erweist sich dabei die hohe Geschwindigkeit der Kampfpanzer, mit der die Mot-Schützen nicht Schritt halten können. Kommt der Befehl, die feindliche Panzerabwehr durch motorisierte Infanterie niederzuhalten, verlangsamt sich automatisch das Angriffstempo des gesamten Verbandes, da sich Kampfpanzer beider Seiten bereits auf weite Entfernungen duellieren und eine völlig andere Beweglichkeit und Manövrierfähigkeit besitzen. Das Zusammenwirken der verschiedenen Waffensysteme auf dem Gefechtsfeld führt zu großen Problemen in der Führung. Vor allem in der Koordination unterschiedlicher Geschwindigkeiten von Kampf-, Schützen-, Aufklärungpanzern, sowie Panzerhaubitzen (Selbstfahrlafetten), dem idealen Absitzzeitpunkt der Infanterie und dem richtigen Zeitpunkt für den Einsatz von Kampfhubschraubern. Das Gefecht der verbundenen Waffen ist eine enorme Belastung, insbesondere auf der Ebene des Bataillonskommandeurs, der nur einen kleinen Stab von vier Mann besitzt, eine extrem hohe Informationsflut zu bewältigen hat und einen 700 Mann starken Gefechtsverband führen muss.
Auf Seiten der NATO, deren Kampftruppen mit JTDIS arbeiten, hat sich der Grundsatz „Bleib fest, zieh den Kopf ein und schau, wo der Kommandeur ist“ etabliert. Sie bekämpfen mit erster Priorität Befehlspanzer, um dem Gegner die Führungsmöglichkeit im laufenden Gefecht zu nehmen. Es wird außerdem verstärkt versucht, Keile zwischen die Bewegungslinien der sowjetischen Hauptangriffsachsen zu treiben.
Der Charakter des Landkrieges beginnt sich allmählich zu ändern. War es am Anfang hauptsächlich eine Begegnung zwischen WAPA-Panzer vs. NATO-Panzerabwehr, so wandelt sich dies in eine Konfrontation von WAPA-Feuerkraft und NATO-Gegenmaßnahmen und am Ende kristallisiert sich daraus, ein „Kampf zwischen rivalisierenden elektronischen Systemen“ heraus.
Mittlerweile ist dem Gegner gelungen, Kriegsbrücken über die Weser bei Minden zu schlagen, um weiter nach Holland vorzudringen. Im Laufe der Kämpfe wird das I. BE-Korps westlich von Kassel abgedrängt, während das I. BR-Korps in den Vororten von Hannover und im Harz immer noch erbitterten Widerstand leistet. Mithilfe der „Schwamm-Taktik“ können sie sich noch eine Zeitlang halten. Das I. DE-Korps hat mittlerweile sehr stark an Boden verloren und muss sich auf den Teutoburger Wald zurückziehen. Dahinter befindet sich nur noch das II. BR-Korps.
Die raschen Vorstöße des WAPA führen auch dazu, dass die Gefechtsstreifen der NATO-Heeresgruppen aus taktischen Gesichtspunkten immer wieder verschoben werden müssen. Das I. BE-Korps ist mittlerweile so stark abgenutzt, so dass es CENTAG, dessen VRV (Vorderer Rand der Verteidigung) jetzt von Alsfeld bis nach Würzburg verläuft, unterstellt wird.
Am 7. August 1985 fordert NORTHAG vom SACEUR Vergeltung für die fortgesetzten C-Angriffe auf ihre Verbände. Der NATO-Oberbefehlshaber autorisiert daher den COMAAFCE, eine Staffel von F-4 Phantom der 2 ATAF, die mit Sprühtanks versehen wird, gegen taktische Ziele des WAPA in der 2. Staffel einzusetzen. C-Waffen werden teilweise auch mit 150mm-Feldgeschützen der Artillerie verschossen. Der Einsatz von sesshaften Kampfstoffen im rückwärtigen Kriegsgebiet führt neben hohen Ausfällen auch unmittelbar zu einer starken Verlangsamung der Truppenbewegungen, da ABC-Schutzanzüge und eine fortgesetzte Dekontamination die Beweglichkeit enorm einschränken. Um eine weitere Eskalation zu verhindern, kommt es zwischen beiden Seiten zu einer stillschweigenden Übereinkunft, C-Waffen von nun an nicht mehr direkt auf dem Gefechtsfeld zu verwenden.
Am 10. August 1985 ist ganz Norddeutschland (die Norddeutsche Tiefebene von Niedersachsen und Schleswig-Holstein) vom WAPA besetzt, dessen Vorausabteilungen bereits in den Niederlanden stehen. Das I. BR-Korps existiert nur noch im Gebiet um Paderborn. Es ist stark abgenutzt und ausgeblutet und konnte nur mithilfe seiner „Schwamm-Technik“ in der Panzerabwehr gegen die Flanken des Gegners überhaupt so lange überleben. Die NATO hat Erfolg mit ihren Schlägen gegen Nachschub und Führungssysteme des WAPA (gezielte Angriffe auf ihre Gefechtsstände). Außerdem wird der Fernmeldeverkehr permanent gestört. Sobald durch ELOKA Fernmelde-Knotenpunkte lokalisiert werden, werden diese im nächsten Schritt systematisch zerstört.
Der Abend des 11. August 1985 ergibt das Lagebild, dass das I. DE-Korps nicht länger in der Lage ist, den Weserdurchbruch bei Minden zu halten und dass jetzt Schwerpunkt auf die Verteidigung von Ruhrgebiet und Rheinland mit der Schlüsselstellung um Venlo gelegt werden muss. Auch CENTAG ist in starke Bedrängnis geraten. Am VRV zwischen Kassel und Würzburg werden erneute Angriffe frischer WAPA-Reserven erwartet. Bei einem Raketenvolltreffer auf den Hauptgefechtsstand wird der COMCENTAG getötet. Es übernimmt jetzt der mobile Nebengefechtsstand der Heeresgruppe und der kommandierende General des V. US-Korps wird zum neuen COMCENTAG ernannt.
Am 12. August 1985 kommt es zu einem Gespräch zwischen SACEUR und US-Präsidenten über eine gesicherte Satellitenkommunikationsverbindung. Auf die Frage des Präsidenten, ob die Front in Mitteleuropa gehalten werden kann, antwortet der SACEUR, dass dies allein von erfolgreichen REFORGER-Maßnahmen (folglich der Seeschlacht im Nordatlantik) und der Luftbrücke abhängig ist. Die ersten vier REFORGER-Konvois (ein komplettes US-Heereskorps, inkl. Material) waren bereits am 8. August 1985 ausgelaufen und sind jedoch durch Angriffe von U-Booten und Marinefliegern stark dezimiert worden. Dabei wurden ca. 25 % der Schiffe versenkt. Der Rest konnte sich unter den Luftschirm Großbritanniens und Nordfrankreichs retten. Weitere 70.000 Mann eines Verstärkungsverbandes werden über die Luftbrücke eingeflogen.
Zwei bedeutende Entscheidungen des SACEUR prägen den 13. August 1985. Einerseits wird der taktische Einsatz von Nuklearwaffen weiterhin abgelehnt. Die zweite wichtige Entscheidung betrifft den Einsatz der Reserven, sieben schwerer US-Divisionen, aus REFORGER-Geleitzügen. Diese sollen im Abschnitt von CENTAG eingesetzt werden, stehen jedoch weiterhin unter dem Kommando des SACEUR. An alle anderen Heeresgruppen ergeht der Befehl, dass sie mit eigenen operativen Reserven auszukommen haben.

## Rezeption
Hacketts Buch wurde über 3 Millionen Mal verkauft und in mehrere Sprachen übersetzt. Auf Deutsch erschien es bei Bertelsmann sowie als Taschenbuch im Goldmann Verlag. Das Vorwort zur deutschen Ausgabe schrieb General a. D. Johann Adolf Graf von Kielmansegg. In einer Rede erwähnt Bundespräsident Horst Köhler die Anfangssequenz aus dem Bestseller Hacketts: 

„Die Eröffnungsszene spielt an einem Augustmorgen des Jahres 1985 zwischen Eisenach und Fulda, und es folgen 350 Seiten, auf denen mit beklemmender Eindringlichkeit der Krieg geschildert wird, der nie stattfand. Der nie stattfand – auch dank der Bundeswehr.“

 Das Buch stellt klar heraus, dass ein Überraschungsangriff des Warschauer Paktes auf Westdeutschland möglicherweise doch geglückt wäre, hätten NATO-Kampfverbände nicht vorher rechtzeitig mobilisiert und alarmiert. Es werden mögliche Kriegsverläufe geschildert, die sich so abgespielt haben könnten, wären die Armeen beider Seiten miteinander „kollidiert“.
Hackett schildert den Lesern die Horrorversion eines Dritten Weltkriegs: “Panzer walzen Flüchtlinge nieder, Norddeutschland wird von den Sowjet-Armeen überrollt, Millionen Menschen kommen um…” Aufgrund der besonderen Kenntnislage des Autors, eines ehemaligen NATO-Generals, zeichnet sich der Zukunftsroman durch eine besonders hohe Authentizität aus. Gemäß der Süddeutschen Zeitung, ist das Werk, “dicht geschrieben, sehr technisch und fachmännisch bis ins letzte Detail”. Die „New York Times“ erwähnt den „hohen Realismus“ seiner Schilderungen, die einem zivilen Autor nicht möglich gewesen wäre. Hackett gibt aus unterschiedlichen Blickwinkeln und auf verschiedenen Schauplätzen zu Land, zu Luft und zur See wieder, so wie sich NATO-Militärplaner eine zunächst konventionelle Konfrontation mit der UdSSR in Mitteleuropa vorgestellt hätten. Das Expertenwissen verschiedener Planungsreferate floss so mit in das Manuskript ein. Die „Times“ mutmaßte sogar, dass geheime Informationen verarbeitet wurden. Um gegen eine Panzerinvasion aus dem Osten gewappnet zu sein, fordert Hackett in seinen Schlussbetrachtungen eine weitere Aufrüstung im konventionellen Bereich, insbesondere bei der britischen Luftverteidigung, eine allgemeine Wehrpflicht in den USA und die rasche Zuführung technologisch überlegener Waffensysteme. Der britische Verlag Sidgwick & Jackson trat 1976 an Hackett heran, er möchte ein Buch über seine eigenen Vorstellungen eines Dritten Weltkriegs schreiben, was er mithilfe von Co-Autoren und Überläufern aus den Ostblockländern später realisierte. Die geschilderten Szenarien, angefangen von der Spannungperiode bis hin zum offenen Schlagabtausch der beiden Supermächte, orientieren sich stark an vorangegangene WINTEX/HILEX-Übungen. Dem WAPA gelingt es, durch Täuschungsmanöver, den tatsächlichen Truppenaufmarsch an der ostdeutschen Grenze erfolgreich zu verschleiern, nachdem sie in den Bereitstellungsräumen umfangreiche Militärmanöver abgehalten hatten. In der Anfangsphase des Dritten Weltkriegs zeigt der WAPA eine deutliche Überlegenheit und „Der Durchbruch des Gegners ist nicht mehr abzuwenden“. Letztendlich verliert die Sowjetunion den angezettelten Krieg, da es ihr trotz hoher quantitativer Überlegenheit an Truppen und Waffensystemen nicht gelingt, „vollkommene Siege“ zu erringen.

## Textausgabe
- John Hackett: Der Dritte Weltkrieg. Hauptschauplatz Deutschland. (Titel der Originalausgabe: The Third World War. August 1985) Bertelsmann Verlag, 1989. ISBN 978-3-570-01861-3.